# ترگویدل
ترگویدل (به فرانسوی: Tréguidel) یک کمون در فرانسه است که در Canton of Lanvollon واقع شده‌است.

## خصوصیات
ترگویدل ۶٫۵۶ کیلومترمربع مساحت و ۶۳۰ نفر جمعیت دارد.